# Курорты Чехии
Курорты Чехии — система природных бальнеологических и пелоидных лечебных ресурсов на территории Чешской Республики. На территории Чехии функционирует более 30 курортов с широким диапазоном медицинских показаний. Чешские курорты первыми в Европе получили сертификат качества EUROPESPA med© и в настоящее время Чехия обладает наибольшим количеством сертификатов качества курортных услуг, полученных  в рамках Евросоюза.
К лечебным природным ресурсам Чехии относятся:
- Минеральные и геотермальные источники разного типа (используются в бальнеотерапии),
- Залежи лечебных минеральных грязей и торфяников (используются для компрессов, обертывания и ванн)
- Газовые источники (применяются в подкожных инъекциях для лечения функциональных нарушений и обезболивания),
- Благоприятные климатические условия.

## Список курортов
| Курорт                 | Район             | Лечебные ресурсы | Медицинские показания | Изображение |
| ---------------------- | ----------------- | --- | --- | ----------- |
| Среднечешский край     |                   | | |             |
| Лазне-Тоушень          | Прага-восток      | Серно-железистые пелоидные источники | Заболевания опорно-двигательного аппарата, онкология |             |
| Подебрады              | Нимбурк           | Сильно минерализованная кислая вода (pH 5,83), гидрогено-карбонатная хлоридо-натриевая минеральная вода с содержанием кальция, холодная (14 °C), гипотоническая с повышенным щелочным содержанием и концентрацией некоторых элементов. | Заболевания кровообращения, нарушения обмена веществ и работы желез внутренней секреции, заболевания нервной системы и опорно-двигательного аппарата |             |
| Южночешский край       |                   | | |             |
| Бехине                 | Табор             | Пелоидные источники | Заболевания опорно-двигательного аппарата, болезнь Бехтерева, болезни нервной системы |             |
| Враж                   | Писек             | Пелоидные источники из залежей переходного торфа | Заболевания нервной системы и опорно-двигательного аппарата, онкология |             |
| Тршебонь               | Йиндржихув-Градец | Пелоидные источники | Заболевания нервной системы и опорно-двигательного аппарата, онкология |             |
| Пльзенский край        |                   | | |             |
| Константинови-Лазне    | Тахов             | Природная, холодная, железистая, гипотоническая, гидрогено-карбонатно-натриево-магниевая кислая минеральная вода с повышенным содержанием кремниевой кислоты                                                                           | Заболевания системы кровообращения, нарушение обмена веществ и работы желез внутренней секреции, заболевания нервной системы и опорно-двигательного аппарата |             |
| Карловарский край      |                   | | |             |
| Карловы Вары           | Карловы Вары      | Теплая минеральная вода температурой от 30 до 72 °C | Заболевания желудочно-кишечного тракта, нарушения обмена веществ и работы желез внутренней секреции, заболевания нервной системы и опорно-двигательного аппарата, онкологические заболевания |             |
| Лазне-Кинжварт         | Хеб               | Минеральные воды, применяемые для внешней и внутренней гидротерапии, специфические климатические условия | Заболевания системы кровообращения, органов пищеварения, нарушения обмена веществ и работы желез внутренней секреции, заболевания дыхательных путей, неврологические заболевания, заболевания опорно-двигательного аппарата, болезни почек и мочевыводящих путей, психические расстройства, кожные заболевания |             |
| Марианске-Лазне        | Хеб               | Природная минеральная вода, натуральный источник углекислого газа, пелоидный источник | Заболевания органов кровообращения, пищевого тракта, нарушения обмена веществ и работы желез внутренней секреции, заболевания органов дыхания, нервной системы, опорно-двигательного аппарата, почек и мочевыводящих путей                                                                                     |             |
| Франтишкови-Лазне      | Хеб               | Минеральная углекислая вода, природные источники углекислого газа, источники серно-железистых пелоидов | Заболевания органов кровообращения, заболевания пищеварительного тракта, нарушение метаболизма и работы желез внутренней секреции, заболевания нервной системы, опорно-двигательного аппарата, кожные заболевания, заболевания гинекологического характера                                                     |             |
| Яхимов                 | Карловы Вары      | Термальная вода с максимальной концентрацией радона | Заболевания системы кровообращения, нарушение метаболизма и работы желез внутренней секреции, заболевания нервной системы, опорно-двигательного аппарата, кожные заболевания |             |
| Устецкий край          |                   | | |             |
| Клаштерец-над-Огржи    | Хомутов           | Холодная слабоминерализованная железистая кислая гидрокарбонатно-натривая вода с повышенным содержанием фторидов и метакремнивой кислоты, свободный углекислый газ                                                                     | Заболевания кровообращения, сердца, сосудов, опорно-двигательного аппарата, мочевыводящих путей и расстройств метаболизма |             |
| Мшене-Лазне            | Литомержице       | Пелоидные источники | Заболевания нервной системы и опорно-двигательного аппарата |             |
| Теплице                | Теплице           | Природная теплая и горячая бикарбонатно−сульфатно-натриевая минеральная вода | Нарушения обмена веществ и работы желез внутренней секреции, заболевания нервной системы и опорно-двигательного аппарата |             |
| Либерецкий край        |                   | | |             |
| Лазне-Кудратице        | Либерец           | Пелоидные источники | Заболевания нервной системы и опорно-двигательного аппарата |             |
| Лазне-Либверда         | Либерец           | Природная минеральная гидрогено-карбонатная вода | Заболевания системы кровообращения, нарушение обмена веществ и работы желез внутренней секреции, неврологические заболевания, заболевания опорно-двигательного аппарата, кожные и гинекологические заболевания                                                                                                 |             |
| Краловеградецкий край  |                   | | |             |
| Велиховки              | Наход             | Пелоидные источники | Заболевания нервной системы и опорно-двигательного аппарата |             |
| Лазне-Белоград         | Йичин             | Серно-железистые торфяные пелоидные источники, железистая кислая минеральная вода | Заболевания нервной системы, опорно-двигательного аппарата, кожные и гинекологические заболевания |             |
| Янске-Лазне            | Трутнов           | Природная термальная минеральная вода, благоприятные климатические условия | Нарушения обмена веществ и работы желез внутренней секреции, заболевания органов дыхания, нервной системы и опорно-двигательного аппарата, психические расстройства, кожные заболевания |             |
| Пардубицкий край       |                   | | |             |
| Лазне-Богданеч         | Пардубице         | Пелоидные источники и щелочно-кислая вода, применяемая для гидротерапии | Заболевания нервной системы и опорно-двигательного аппарата |             |
| Южноморавский край     |                   | | |             |
| Годонин                | Годонин           | Гипертоническая холодная средне-минерализированная, йодо-бромная, хлористо-натриевая минеральная вода с повышенным содержанием метаборной кислоты                                                                                      | Заболевания системы кровообращения, нервной системы и опорно-двигательного аппарата |             |
| Леднице                | Бржецлав          | Гипертоническая холодная средне-минерализированная, йодо-бромная, хлористо-натриевая минеральная вода с повышенным содержанием метаборной кислоты                                                                                      | Заболевания системы кровообращения, нарушения обмена веществ и работы желез внутренней секреции, заболевания нервной системы, опорно-двигательного аппарата, кожные и гинекологические заболевания, онкология                                                                                                  |             |
| Оломоуцкий край        |                   | | |             |
| Блудов                 | Шумперк           | Минеральная сильно щелочная гипотоническая термальная сульфато-хлоридно-натриевая вода с повышенным содержанием фторидов | Нарушение обмена веществ и работы желез внутренней секреции, заболевания опорно-двигательного аппарата |             |
| Велке-Лосини           | Шумперк           | Тёмлая термальная сернистая минеральная вода с температурой +36,8 °C | Заболевания системы кровообращения, нервной системы, опорно-двигательного аппарата, кожные заболевания |             |
| Есеник                 | Есеник            | Около 80 горных водных источников, отличающихся друг от друга по своему составу, специфические климатические условия | Нарушения обмена веществ и работы желез внутренней секреции, заболевания органов дыхания, психические расстройства, кожные заболевания |             |
| Слатинице              | Оломоуц           | Сернистая минеральная вода с гипотоническим содержанием сероводорода и целебных микроэлементов с температурой воды 35-38°С | Заболевания системы кровообращения, нервной системы, опорно-двигательного аппарата, кожные заболевания |             |
| Теплице-над-Бечвой     | Пршеров           | Сильно минерализованная теплая термальная углекислая гипотоническая вода | Заболевания системы кровообращения, нервной системы и опорно-двигательного аппарата, нарушения обмена веществ и работы желез внутренней секреции |             |
| Моравскосилезский край |                   | | |             |
| Карвина                | Карвина           | Третичная реликтовая сильно минерализованная солёная йодо-бромная вода | Заболевания опорно-двигательного аппарата, гинекологические и кожные заболевания, неврологические расстройства, нарушения кровообращения, болезни сердца и сосудов, ожирение |             |
| Карлова-Студанка       | Брунталь          | Минеральная углекислая вода, благоприятные климатические условия, природный углекислый газ, пелоидные источники | Заболевания системы кровообращения, органов дыхания, нервной системы, опорно-двигательного аппарата; нарушения обмена веществ и работы желез внутренней секреции, психические расстройства, кожные заболевания                                                                                                 |             |
| Климковице             | Острава-город     | Минеральная йодо-бромная вода | Заболевания органов кровообращения, нервной системы, опорно-двигательного аппарата, нарушения обмена веществ и работы органов внутренней секреции, гинекологические заболевания |             |
| Злинский край          |                   | | |             |
| Бухловице              | Угерске-Градиште  | Минеральная вода с высоким содержанием сероводорода | Заболевания нервной системы, системы кровообращения и опорно-двигательного аппарата |             |
| Костелец-у-Злина       | Злин              | Минеральная вода с высоким содержанием сероводорода | Заболевания опорно-двигательного аппарата, спины и шеи, ревматизм, кожные заболевания |             |
| Лугачовице             | Злин              | Минеральная гидрогено-карбонатная хлоридо-натриевая вода температурой от 10 до 120°С с содержанием кальция, магния и углекислого газа                                                                                                  | Заболевания системы кровообращения, желудочно-кишечного тракта, органов дыхания, нервной системы, опорно-двигательного аппарата; нарушения обмена веществ и работы желез внутренней секреции, психические расстройства, кожные заболевания                                                                     |             |
| Острожска-Нова-Вес     | Угерске-Градиште  | Минеральная сульфидная вода | Заболевания системы кровообращения, опорно-двигательной системы, неврологические и кожные заболевания |             |